# Атабеков, Иосиф Григорьевич
Иосиф Григорьевич Атабеков (7 декабря 1934, Тифлис — 7 апреля 2021, Москва) — советский и российский вирусолог. Академик РАН (1992), членкор АН СССР (с 1987), академик ВАСХНИЛ (1983, затем РАСХН), доктор биологических наук (1971), профессор (1973), заслуженный профессор МГУ (1997), с 1971 по 2017 год заведующий его кафедрой вирусологии, а также более полувека возглавлял отдел биохимии вирусов растений Института физико-химической биологии им. А. Н. Белозерского. Член Academia Europaea (1994).
Дважды лауреат Государственной премии Российской Федерации (1994, 2008). Лауреат Ломоносовской премии МГУ 1-й степени (1998).

## Биография
Родился в немецко-армянской семье.
Окончил Московскую сельскохозяйственную академию имени К. А. Тимирязева (учился в 1951—1955) и Агрономический факультет Всесоюзного сельскохозяйственного института заочного образования (1956).
В 1956—1965 гг. работал во ВНИИ фитопатологии Минсельхоза СССР. В 1961 году защитил кандидатскую диссертацию «Структурные белки фитовирусов».
В 1965 году по приглашению академика А. Н. Белозерского перешёл на работу в МГУ, стал заведующим отделом биохимии вирусов растений лаборатории биоорганической химии — ныне Института физико-химической биологии им. А. Н. Белозерского. В 1971 году защитил докторскую диссертацию «Исследование свойств и функций структурного белка вирусов растений».
С 1971 по 2017 год заведующий кафедрой вирусологии биологического факультета МГУ, затем там же главный научный сотрудник; профессор с 1973 года.
С 1987 г. член-корреспондент АН СССР по отделению биохимии, биофизики и химии физиологически активных соединений (микробиология), с 1992 г. действительный член (академик) РАН по тому же Отделению. Являлся членом Отделения биологических наук РАН (секция физико-химической биологии) и Отделения нанотехнологий и информационных технологий РАН (секция нанотехнологий).
Состоял членом редколлегий журналов: «Молекулярная биология», «Биохимия», «Вопросы вирусологии», а ранее — журналов Journal of General Virology (UK) (1990—1995), Virology (USA) (1973—1975), Archives of Phytopathology and Plant Protection (Germany) (1992—1997).
Был членом ученого совета МГУ, председателем диссертационного совета при МГУ по специальностям молекулярная биология и вирусология, членом ученого совета биологического факультета МГУ, председателем экспертной комиссии по биологии и сельскому хозяйству Совета по грантам Президента РФ для поддержки молодых российских ученых и ведущих научных школ РФ.
Под его началом защищено 67 кандидатских и 12 докторских диссертаций. Автор более 400 публикаций, в том числе трех монографий, 45 патентов и авторских свидетельств.
Скончался после тяжелой продолжительной болезни. Похоронен на Троекуровском кладбище.

## Направления работ
Благодаря проводимым им исследованиям по молекулярной генетике вирусов растений он впервые сформулировал, экспериментально обосновал и развил концепцию межклеточного транспорта вирусного генетического материала в растениях как активной функции, закодированной в вирусном геноме. Также И. Г. Атабеков впервые идентифицировал ген вируса табачной мозаики, кодирующий транспортный белок молекулярной массой 30 кДа. С помощью гибридных вирусов, сконструированных методами генетической инженерии он доказал, что восприимчивость растений к вирусу зависит от свойств транспортных белков.
Обладатель первого российского патента на трансгенные растения (растения, устойчивые к Y-вирусу картофеля).
Получил 35 авторских свидетельств и патентов на изобретения.

## Семья
- Отец, Константин Августович Отто — немец по национальности, после начала войны сослан в Казахстан, там же во время ссылки умерли дед и бабушка И. Г. Атабекова. Его отец возвратился в 1955 г., а на следующий год умер[10].
- Мать — Габриэль Иосифовна Атабекова (ум. 1984), родная сестра Анаиды Иосифовны Атабековой (1903—1991).
- Дед по матери — Иосиф Нерсесович Атабеков (1871—1916[11]) — депутат Государственной думы II созыва от Карсской области, известный благотворитель, член кадетской партии.
- Дядя со стороны матери, усыновивший Иосифа после ссылки отца («поскольку родного отца вместе со всей немецкой родней выслали в Северный Казахстан», — И. Г. Атабеков) — Григорий Иосифович Атабеков (1908—1966), профессор, специалист по электротехнике, лауреат Государственной премии (1950)[12].
- Двоюродный племянник — Александр Александрович Майсурян (род. 1969)[3], внук тети И. Г. Атабекова Анаиды Иосифовны Атабековой (1903—1991).

## Награды и отличия
- Государственная премия Российской Федерации в области науки и техники за цикл работ «Кодируемый вирусом межклеточный транспорт инфекции и устойчивость растений к вирусам» (1994)[13]
- Государственная премия Российской Федерации в области науки и технологий (2008)[14]
- Орден Дружбы (14 мая 2016 года) — за заслуги в развитии науки, образования, подготовке квалифицированных специалистов и многолетнюю плодотворную работу[15]
- Медаль «За доблестный труд. В ознаменование 100-летия со дня рождения Владимира Ильича Ленина» (1970).
- медаль «Лауреат ВВЦ» (2001)[16], работы И. Г. Атабекова отмечены четырьмя золотыми и одной серебряной медалями ВВЦ[6][17]
- Премия им. М. В. Ломоносова 1-й степени (1998)
- Премия им. проф. R. Francki, Международное общество вирусологов (2000)[16]
- премия им. Д. А. Сабинина (2004)[18]
- Заслуженный профессор Московского университета (1997)
- Заслуженный работник высшей школы РФ (2002)

## Основные публикации
Опубликовано свыше 300 научных работ.
- Молекулярная биология вирусов / Соавт.: В. И. Агол и др. — М.: Наука, 1971. — 493 с.
- Реализация генетической информации вирусных РНК. — М.: Наука, 1972. — 299 с.
- Expression of a plant virus-coded transport function by different viral genomes // Advances of Virus Researches. 1990. Vol. 38. P. 201—248 (with M. Taliansky).
- N.P. Rodionova, O.V. Karpova, S.V. Kozlovsky, O.V. Zayakina, M.V. Arkhipenko, J.G. Atabekov. Linear remodeling of helical virus by movement protein binding. J. Mol. Biol., 333, 565—572, 2003.
- Yu.L. Dorokhov, P.A. Ivanov, T.V. Komarova, M.V. Skulachev and J.G. Atabekov. An internal ribosome entry site located upstream of the crucifer-infecting tobamovirus coat protein (CP) gene can be used for CP synthesis in vivo. J. Jeneral Virology, 87, 2693—2697, 2006.
- Yuri L. Dorokhov, Anna A. Sheveleva, Olga Y. Frolova, Tatjana V. Komarova, Anna S. Zvereva, Peter A. Ivanov, Joseph G. Atabekov. Superexpression of tuberculosis antigens in plant leaves. Tuberculosis, 87, 218—224, 2007.
- Atabekov Joseph , Nikolai Nikitin, Marina Arkhipenko, Sergey Chirkov and Olga Karpova // Thermal transition of native TMV and RNA-free viral proteins into spherical nanoparticles. (2011) J Gen Virol ; 92: 453—456
- Olga Karpova, Nikolai Nikitin, Sergey Chirkov, Ekaterina Trifonova, Anna Sheveleva, Ekaterina Lazareva and Joseph Atabekov (2012) Immunogenic compositions assembled from tobacco mosaic virus-generated spherical particle platforms and foreign antigens. Journal of General Virology 93, 400—407.